# 微笑報告
微笑報告（英語：The Smiling Report）是由「神秘顧客檢測協會」（MSPA）的會員在全球三十多個地區進行神秘顧客評估編制而成，是前線員工對顧客微笑程度的一個全球性的免費參考指標。
評核內容為服務業員工對顧客在微笑、招呼語和附加推銷三方面，最後集合成全球地區的分數（又名微笑指數）。

## 歷史
2010-11年：全球26個國家參加，進行了共120萬次的神秘探訪。葡萄牙為微笑指數最高的國家（94分）。2010年是香港首年被邀參與微笑報告調查，由香港MSPA註冊會員「服務通有限公司」進行調查，香港位列尾三，得分53分。
2011-12年：全球26個國家參加，進行了共160萬次評核。奧地利與巴拉圭一同獲得96%笑容指數得分最高國家。香港得分59%，排名第24;澳門得分65%，排名第23。
2012-13年：全球57個國家參加，進行了共200萬次的神秘探，西班牙得分96%居首位，香港得分63%，排名第38;澳門得分59%，排名第40。
2013-14年：全球53個國家參加，西班牙為微笑指數最高的國家（得分94%），香港得分61%。
2014-15年：全球69個國家參加，愛爾蘭得到微笑排名的首位（得分97%），香港排尾三（48%），澳門排在尾四（55%）。
2015-16年：全球61個國家參加，進行了110萬次評核，愛爾蘭及瓜地馬拉得到微笑排名的首位。香港「微笑指數」得分48%，排名37，全球排名最後。
2016-17年：全球67個國家參加，進行了210萬次評核，愛爾蘭連續三年得到微笑排名的首位。香港「微笑指數」得分57%，排名40，全球排名尾二。
2017-18年：全球50個國家參加，進行了100萬次評核，英國首次得到微笑排名的首位。香港「微笑指數」得分66%，排名25，全球排名倒數第五。澳門微笑指數59%，排名27，全球排名倒數第三。

## 外部連結
- 2016全球微笑報告 微笑報告官方網站-新聞稿 （页面存档备份，存于）